# الوطنيون (فلم فرنسي)
باتريوتس أو (الوطنيون) (بالفرنسية: Les patriotes) هو فيلم فرنسي عام 1994 للمخرج إريك روشانت يركز على بعض الأنشطة التي يقوم بها الموساد، بالإضافة إلى وصف بعض أساليبهم التشغيلية. وهو سرد خيالي لمهمتين منفصلتين قامت بهما أجهزة المخابرات الإسرائيلية. الجزء الأول يتعلق بامتلاك خطط محطة الطاقة النووية التي قصفتها لاحقًا القوات الجوية الإسرائيلية (موقع أوزيراك النووي في العراق). والجزء الثاني من الفيلم هو تفسير لفضيحة تجسس جوناثان بولارد، دخل الفيلم في مهرجان كان السينمائي عام 1994.

## البطولة
- ريتشارد ماسور - جيريمي بيلمان
- إيفان عتال - أرييل برينر
- ألن غارفيلد - إيجلمان
- يوسي باناي - يوسي
- نانسي الن - كاثرين بيلمان
- موريس بينيشو - يوري
- إيمانويل ديفوس - راشيل
- هيبوليت جيراردو - دانيال
- موشي إيفجي - أورون
- ساندرين كيبرلين - ماري كلود
- برنارد لو كوك - بيل هايدون
- كريستين باسكال - لورانس
- جان فرانسوا ستيفن - ريمي بريور
- إيفا دارلان - السيدة بريور
- دان تورين - ران أوستروفيتش
- مريم روسيل - صديق لورانس

## روابط خارجية
- مقالات تستعمل روابط فنية بلا صلة مع ويكي بيانات